# Rautjärvi (sjö i Kouvola, Kymmenedalen)
Rautjärvi är en sjö i kommunen Kouvola i landskapet Kymmenedalen i Finland. Sjön ligger 67,2 meter över havet. Arean är 2,19 kvadratkilometer och strandlinjen är 11,54 kilometer lång. Sjön  ingår i Kymmene älvs huvudavrinningsområde.   Den ligger omkring 50 km norr om Kotka och omkring 140 km nordöst om Helsingfors. 
I sjön finns ön Selkäsaari. 